# バハーウッディーン・ザカリア・エクスプレス
バハーウッディーン・ザカリア・エクスプレス（ウルドゥー語: بهاءالدین زکریا ایکسپریس、英: Bahauddin Zakaria Express）は、パキスタン・イスラム共和国（通称：パキスタン）のカラチ - ムルターン間の定期急行列車サービスである。
ザカリア・エクスプレス (Zakaria Express) として略される。  
当列車は、ムルターンに住んでいた聖人であるバハーウッディーン・ザカリアにちなんで名付けられている。
「バハーウッディーン・ザカリア・エクスプレス」では、エコノミークラスおよびACビジネスクラスに対応した車両となっている。
当列車は、カラチ - ムルターン間の900キロメートル (560 mi)の距離を、約16時間掛けて走行している。

## 経路
カラチからハイデラバードおよびローリを経由して、ムルターンまで運行されている。

## カラチ・シティからの停車駅および時刻
- カラチ・シティ   17.45
- カラチ・カント 18.00
- Landhi Jn（英語版） 19.12
- Jungshahi（英語版） 19.54
- コトリ・Jn（英語版） 20,20
- ハイデラバード・Jn 20.35/20.45
- Tando Adam（英語版） 21.47
- Shahdadpur（英語版） 22.20
- Nawabshah（英語版） 22.55
- Daur（英語版） 23.50
- Mehrabpur（英語版） 00.50
- ローリ・Jn（英語版） 02.00
- Sadiqabad（英語版） 03.00
- Liaqatpur（英語版） 03.45
- Rahim Yar Khan（英語版） 04.35
- Khanpur Jn（英語版） 06.20
- Dera Nawab Sahib（英語版） 06.54
- Samasata Jn（英語版） 07.52
- バハーワルプル 08.10
- ロードラーン・Jn（英語版） 08.55
- Shujabad（英語版） 09.20
- ムルターン・カント[2] 09.45

## 事故
当列車は、パキスタンのシンド州サッカルに近いサンギ村で、1990年1月4日に発生し、307人の死者を出した、パキスタン歴史上最悪の鉄道事故の一つの生き証人である。
バハーウッディーン・ザカリア・エクスプレスは、ムルターンからカラチまでの560-マイル (900 km)を夜通しで走行しており、かつ16両編成の列車で座席定員1,408名を超過する乗客を乗せていた。
その列車は、サンギ村を直進で通り抜けると思われたが、ポイントを側線に誤って切り替えてしまっていたため、最低でも35マイル毎時の速度で、空荷の貨物列車67両と衝突してしまった。